# 스카이 레이더스
《스카이 레이더스》(Sky Pirates)는 미국에서 제작된 콜린 이글스톤 감독의 1986년 모험 영화이다. 존 하그리브스 등이 주연으로 출연하였고 마이클 허쉬 등이 제작에 참여하였다.

## 출연

### 주연
- 존 하그리브스
- 메러디스 필립스
- 맥스 핍스

### 조연
- 빌 헌터
- 시몬 치버스
- 앨릭스 스콧
- 데이빗 파커
- 애드리언 라이트
- 피터 커민스
- 토미 다이사트
- 웨인 컬
- 알렉스 멘글렛
- 크리스 그레고리
- 존 머피
- 헤이즈 고든